# 横城战役
横城战役(英語：Battle of Hoengsong)，中方也称之为横城反击战，是朝鲜战争中国人民志愿军参战后的一场战役，是抗美援朝战争第四次战役中东线的一次战役。以中国人民志愿军的胜利而结束。

## 过程
第四次战役后期，志愿军由于后勤线过长，补给出现问题。加之部队疲劳，联合国军又在此时开始了进攻，为了避免陷入不利局面，彭德怀下令志愿军逐次阻击撤退。志愿军在每个高地与联合国军展开血战，雙方皆傷亡慘重。为了改变这一局面，彭德怀决定发动横城反击战。
经过准备，於1951年2月11日晚，志愿军发起横城反击战，在志愿军牵制住了砥平里的联合国军之情况下，志愿军计划进攻横城西北的韓國國軍第八师，由此打开缺口，向原州的美军防线进击。
志愿军取得胜利，志愿军第三十九军一一七师创造了朝鲜战争中，一个师在一次战斗中歼敌最多、缴获最多的记录，共歼灭敌人3,350名，击毁和缴获汽车和坦克200余辆、各种火炮100多门。志愿军透过横城反击战迫使南朝鲜第三、第五、第八师以及美军第二师一部和空降一八七团开始后撤，在一定程度上缓解了志愿军在整个战场上面临的压力。横城反击战后，东线的联合国军出现了动摇的迹象，并开始不同程度的后退。